# 仁和
仁和（、にんわ）は、日本の元号の一つ。元慶の後、寛平の前。885年から889年までの期間を指す。この時代の天皇は光孝天皇、宇多天皇。

## 改元
- 元慶9年2月21日（ユリウス暦885年3月11日）：改元。
- 仁和5年4月27日（ユリウス暦889年5月30日）：寛平に改元。

## 仁和期に起きた出来事
元年
- この年、土佐国で班田、信濃国で公営田。

2年
- 5月：赴任しない国守を4人罰する。
- 10月：美濃国で班田。

3年
- 7月30日：仁和地震（東海・東南海・南海連動型地震）発生。五畿七道が被災、大阪湾に巨大津波、八ヶ岳の山体崩壊など。
- 8月26日：光孝天皇崩御、宇多天皇践祚。

4年
- 8月15日：仁和寺建立。信濃国の千曲川で仁和の大水（仁和地震による八ヶ岳の崩壊で形成された日本最大規模の天然ダムが決壊）。

## 西暦との対照表
※は小の月を示す。
| 仁和元年（乙巳） | 一月     | 二月※ | 三月  | 閏三月※ | 四月  | 五月※ | 六月※ | 七月  | 八月※ | 九月  | 十月※   | 十一月    | 十二月   |
| ---------------- | -------- | ----- | ----- | ------- | ----- | ----- | ----- | ----- | ----- | ----- | ------- | --------- | -------- |
| ユリウス暦       | 885/1/20 | 2/19  | 3/20  | 4/19    | 5/18  | 6/17  | 7/16  | 8/14  | 9/13  | 10/12 | 11/11   | 12/10     | 886/1/9  |
| 仁和二年（丙午） | 一月     | 二月※ | 三月  | 四月※   | 五月  | 六月※ | 七月※ | 八月※ | 九月  | 十月  | 十一月※ | 十二月    |          |
| ユリウス暦       | 886/2/8  | 3/10  | 4/8   | 5/8     | 6/6   | 7/6   | 8/4   | 9/2   | 10/1  | 10/31 | 11/30   | 12/29     |          |
| 仁和三年（丁未） | 一月     | 二月  | 三月※ | 四月    | 五月※ | 六月※ | 七月  | 八月※ | 九月  | 十月※ | 十一月  | 閏十一月※ | 十二月   |
| ユリウス暦       | 887/1/28 | 2/27  | 3/29  | 4/27    | 5/27  | 6/25  | 7/24  | 8/23  | 9/21  | 10/21 | 11/19   | 12/19     | 888/1/17 |
| 仁和四年（戊申） | 一月     | 二月※ | 三月  | 四月※   | 五月  | 六月※ | 七月  | 八月※ | 九月  | 十月※ | 十一月  | 十二月※   |          |
| ユリウス暦       | 888/2/16 | 3/17  | 4/15  | 5/15    | 6/13  | 7/13  | 8/11  | 9/10  | 10/9  | 11/8  | 12/7    | 889/1/6   |          |
| 仁和五年（己酉） | 一月     | 二月※ | 三月  | 四月※   | 五月  | 六月  | 七月※ | 八月  | 九月※ | 十月  | 十一月※ | 十二月    |          |
| ユリウス暦       | 889/2/4  | 3/6   | 4/4   | 5/4     | 6/2   | 7/2   | 8/1   | 8/30  | 9/29  | 10/28 | 11/27   | 12/26     |          |